# Falun Gong
Le Falun Gong (chinois simplifié : 法轮功 ; chinois traditionnel : 法輪功 ; litt. « pratique de la roue de la loi »), dont le nom officiel est Falun Dafa (法轮大法 / 法輪大法, grande loi de la roue de la loi), est un mouvement spirituel inspiré du qigong créé par Li Hongzhi. Son enseignement combine la pratique de la méditation, avec des exercices aux mouvements lents et souples, ainsi que le travail sur soi à travers ce qu'il appelle les trois principes fondamentaux : l'authenticité, la bonté et la tolérance. En dépit du fait que les universitaires occidentaux le considèrent comme un nouveau mouvement religieux (NRM), les adeptes refusent catégoriquement cette classification,.
Créé en 1992, le Falun Gong est d'abord rapidement reconnu et soutenu par les autorités chinoises. Sa popularité s'accroît grâce à des témoignages de guérisons et d'amélioration de la santé, le mouvement atteignant entre deux et soixante millions de pratiquants fin 1994. Les autorités chinoises exercent alors des pressions pour rendre la pratique payante et renforcer l'influence du Parti communiste chinois (PCC) sur cette dernière, mais sans succès.
Le PCC, dirigé alors par Jiang Zemin, devient par conséquent hostile au Falun Gong et commence en 1999 la répression de cette pratique sur le territoire de la république populaire de Chine (RPC). Le Bureau 610 est créé, afin de coordonner cette répression et les pratiquants sont dénoncés et arrêtés à travers la Chine. Lors de leur emprisonnement, ils sont sujets à de mauvais traitements ainsi qu'à des prélèvements d'organes non consentis.
Le Falun Gong continue d'être pratiqué clandestinement en Chine. Il s’est également développé en dehors de la Chine.
Dans ses écrits, Li Hongzhi affirme que des extra-terrestres sont présents sur Terre, tient des propos apocalyptiques et critique le métissage,,. The Epoch Times, un journal proche de l'organisation, a soutenu le président Donald Trump et relaie les théories conspirationnistes de QAnon et de la droite américaine contre le Parti démocrate parce que celui-ci est perçu comme assez favorable à la Chine communiste.

## Origines et catégorisation
Le 13 mai 1992, Li Hongzhi, un maître de qi gong du nord-est de la Chine, donne son premier séminaire public sur le Falun Gong dans la ville de Changchun. Il présente le Falun Gong comme une pratique issue des « traditions ancestrales millénaires de developpement personnel » et participe à la renaissance du qi gong, combattu pendant la révolution culturelle. Selon David Palmer, Li Hongzhi associe à cette pratique une doctrine moraliste et apocalyptique. David Ownby constate lui que l'aspect apocalyptique est inspiré des écrits bouddhistes populaires et n'est pas mis en avant dans le discours de Li Hongzhi, avant le début de la répression de 1999. Même après cette date, il reste marginal parmi les pratiquants d'Amérique du Nord au moins.
Dans le contexte culturel de la Chine, le Falun Gong est généralement décrit comme un système de qi gong, nom moderne donné à l’ancien terme « xiulian » (chinois : 修炼 ; pinyin : xiū liàn ; litt. « cultivation-pratique »), signifiant cultiver l’esprit et en même temps exercer le corps. Les traditions orientales ne considèrent pas le corps et l’esprit comme indépendants et enseignent à les harmoniser en travaillant sur l’un comme sur l’autre. De multiples variétés de « cultivation-pratique » se retrouvent partout dans l'histoire chinoise. Elles sont issues des traditions bouddhistes, taoïstes et confucéennes et recouvrent également le domaine des arts martiaux internes,. Richard Madsen, professeur à l’Université de Californie à San Diego, souligne que la culture traditionnelle chinoise a une « interprétation profonde de la matière et de l'esprit, du corps et de l’âme ». Selon Zhao Yuezhi, analyste principale et professeur à l’Université Simon Fraser au Canada, « le Falun Gong, comme d’autres formes de qi gong, met l’accent sur l'unité de guérison physique et spirituelle, contrairement à la distinction faite en Occident entre médecine et spiritualité. Pour amener à l’amélioration de la santé, les exercices physiques doivent être accompagnés par la cultivation morale et les exercices spirituels permettant de concentrer l'esprit. Dans le cas du Falun Gong, les valeurs à cultiver sont authenticité (chinois : 真 ; pinyin : zhēn), bonté (chinois : 善 ; pinyin : shàn) et tolérance (chinois : 忍 ; pinyin : rěn). » Benjamin Penny, professeur d'histoire chinoise à l'Université nationale australienne, souligne aussi l’importance de ces valeurs dans le Falun Gong et écrit : « la meilleure façon de décrire le Falun Gong est de l’assimiler à un système de cultivation. Les systèmes de cultivation sont une caractéristique de la vie chinoise depuis au moins 2 500 ans et probablement beaucoup plus longtemps. » David Ownby a aussi qualifié le Falun Gong de « nouveau mouvement religieux », catégorisation qui, selon Helen Farley, fait consensus parmi les universitaires occidentaux. Cette dernière affirme que les pratiquants de Falun Gong refusent cette catégorisation. David Ownby explique que ce refus vient simplement du fait qu’en Chine seuls cinq dogmes sont reconnus comme religion, le bouddhisme, le taoisme, l’islam, le protestantisme et le catholicisme : « Quand les pratiquants du Falun Gong disent « nous ne sommes pas une religion », il ne s’agit pas d’un commentaire érudit sur la nature profonde de leurs pratiques comparées à d’autres considérées plus « religieuses ». L’affirmation renvoie davantage au contenu de la Constitution de la république populaire de Chine qui ne reconnaît le statut de « religion » qu’à cinq dogmes : le bouddhisme, le taoïsme, l’islam, le protestantisme et le catholicisme. L’interprétation de cette remarque devient alors très facile: le pratiquant renonce tout simplement à revendiquer un statut qui, il le sait parfaitement bien, ne lui sera jamais accordé dans son pays. Un statut dont il ne voudrait de toute façon pas, renvoyant à un concept importé qui
le laisse indifférent. »
En Occident, vu la difficulté à lui trouver un équivalent, le Falun Gong est généralement vu comme une pratique ou un mouvement spirituel. Aux États-Unis, dans la Résolution 605 votée le 16 mars 2010 par la Chambre des représentants des États-Unis demandant l'arrêt immédiat de la persécution du Falun Gong en Chine, ce dernier est qualifié de « mouvement spirituel » et de « discipline spirituelle traditionnelle chinoise ». En Europe, dans la Résolution du Parlement européen du 12 décembre 2013 sur le prélèvement d'organes en Chine, le Falun Gong est considéré comme une « pratique spirituelle ». Edward McMillan-Scott, vice-président du Parlement européen, parle d'« exercices spirituels » et d'un « mouvement spirituel ». Amnesty International décrit le Falun Gong comme un « mouvement qui pratique une méthode de méditation associée à des exercices respiratoires » ou un « mouvement spirituel ». Human Rights Watch indique que le Falun Gong est « une forme de qigong, un ancien système chinois d'exercice de respiration profonde, parfois combiné avec de la méditation ».

## Pratique et enseignements
La méthode du Falun Gong vise le bien-être physique et mental. Elle se compose de deux éléments complémentaires : la pratique des exercices pour travailler sur le corps et la cultivation de l’esprit et du cœur, appelée aussi l'élévation du xinxing (chinois : 心性 ; pinyin : xīn xìng).

### Exercices

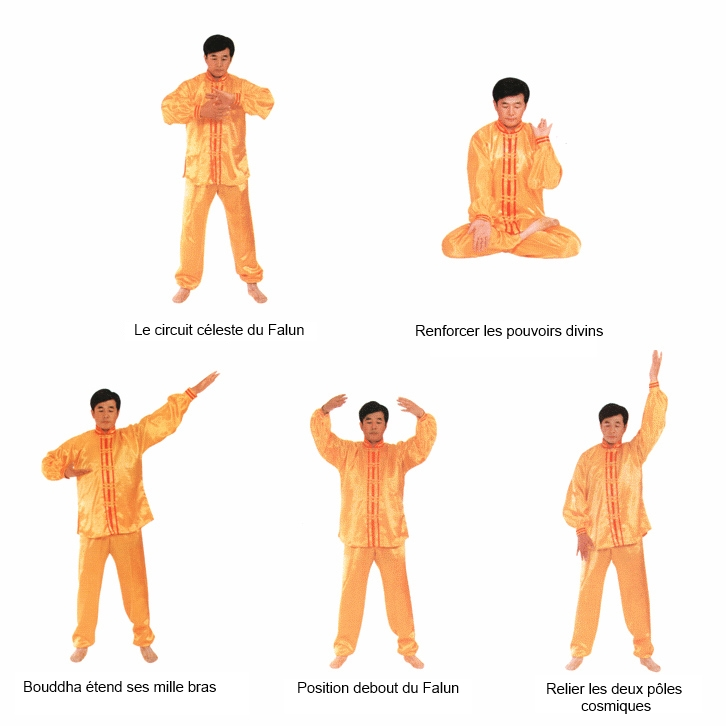
Les cinq exercices de Falun Gong.

Le Falun Gong propose quatre exercices simples en position debout et une méditation en position assise. Comme dans beaucoup de méthodes de qigong, ces exercices utilisent des mouvements lents et souples, voire des postures immobiles et sont destinés à débloquer les méridiens, purifier le corps et accroître la concentration. Ces exercices constituent l'aspect du Falun Gong qui ressemble le plus au qigong. Même s'ils sont nécessaires, ils sont considérés comme secondaires par rapport à l'élévation du xinxing.
Le premier exercice, appelé « Bouddha étend ses mille bras », est destiné à faciliter la libre circulation de l'énergie dans le corps et à ouvrir les méridiens. Le second exercice, « Position debout du Falun », consiste en quatre postures statiques, chacune similaire à la tenue d’une roue invisible, pendant une période de temps prolongée. L'objectif de cet exercice est d’augmenter le niveau d’énergie. Le troisième, « Relier les deux pôles cosmiques », comporte trois séries de mouvements permettant d'expulser la mauvaise énergie du corps (par exemple, l’énergie pathogène ou qi noir) et la remplacer par de la bonne énergie. Grâce à la pratique de cet exercice, le pratiquant est censé nettoyer et purifier son corps. Le quatrième exercice, « Le circuit céleste du Falun », vise à faire circuler l'énergie librement dans tout le corps. Contrairement aux quatre premiers, le cinquième exercice est effectué assis en position du lotus ou du demi-lotus pour les débutants. Appelé « Renforcer les pouvoirs divins », c'est une méditation destinée à être maintenue aussi longtemps que possible et il est considéré par Li Hongzhi comme l'exercice le plus avancé.
Les exercices du Falun Gong peuvent se pratiquer individuellement ou en groupe pendant une durée variable en fonction des besoins et de la disponibilité de chacun. Ils sont enseignés gratuitement par des bénévoles. Les pratiquants de Falun Gong sont invités à lire les livres de Falun Gong et à pratiquer les exercices de façon régulière, de préférence quotidiennement.

### Principes
L'élévation du xinxing est censée être atteinte, d'une part, en harmonisant sa vie avec les trois principes qui constituent la nature fondamentale de l'univers : authenticité, bonté et tolérance ou Zhen-Shan-Ren, et, d'autre part, en abandonnant les pensées et comportements négatifs. Le perfectionnement de soi selon ces trois principes est considéré comme essentiel dans la pratique du Falun Gong.
Le Falun Gong met en avant deux autres principes : la vertu (chinois : 德 ; pinyin : dé) et le karma (chinois : 业 ; pinyin : yè) dans le sens de karma négatif. La première est obtenue en faisant de bonnes actions et en supportant la souffrance, le second s'accumule en commettant de mauvaises actions. La vertu d'une personne détermine sa bonne fortune et sa capacité à s'élever spirituellement. Inversement, un karma important apporte la souffrance, la maladie et la séparation d'avec la nature de l'univers. L’élévation spirituelle est accomplie par l'élimination du karma et l'accumulation de la vertu.

### Enseignements
Le Falun Gong enseigne que l’être humain possède originellement la même nature Zhen-Shan-Ren que l’univers. Toutefois, les êtres humains sont « tombés » dans un monde d’illusion et de souffrance après avoir développé de l'égoïsme et accumulé du karma. Afin de retrouver sa « nature originelle », il faut s'assimiler à la nature de l’univers, abandonner les mauvaises pensées et actions et rembourser le karma.

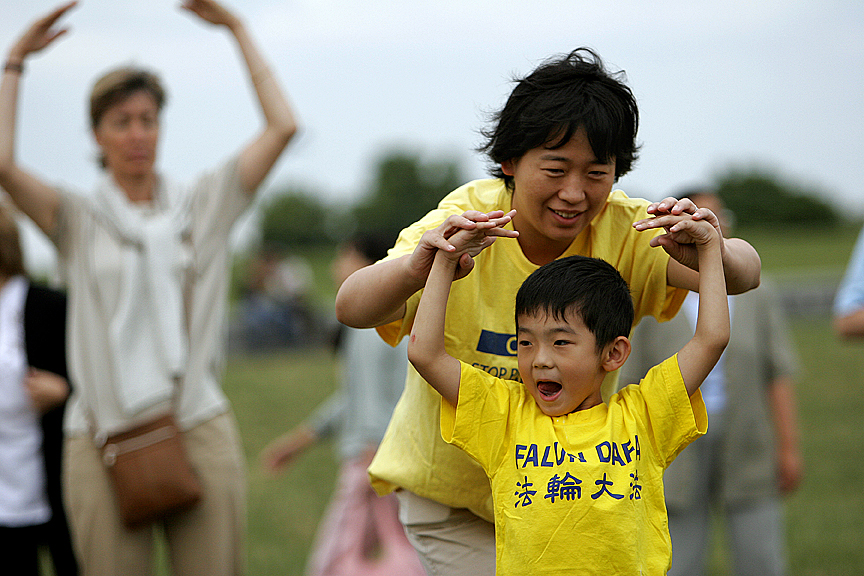
Sur un site de pratique de Falun Gong, un enfant apprend le deuxième exercice de la méthode.

Pour éliminer le karma, les pratiquants, dans leur vie quotidienne, doivent faire preuve de tolérance et de patience lorsqu'ils rencontrent des difficultés. Avant d'être surmonté, le stress vécu au quotidien par les pratiquants peut aussi contribuer à la réduction du karma. L'élévation spirituelle est également atteinte en abandonnant les attachements. Avoir des biens matériels n’est pas un problème, par contre être attaché aux choses matérielles en est un. Il est recommandé d’abandonner les addictions telles que le tabagisme ou la consommation d'alcool car elles constituent aussi des attachements. Un intérêt excessif pour la politique pourra aussi devenir un attachement au pouvoir et à l'influence dans le monde. Selon Hu Ping, un intellectuel et rédacteur en chef du plus vieux magazine dissident chinois, « Le Falun Gong ne traite que de la purification de l'individu par l'exercice, et n'aborde pas les préoccupations sociales ou nationales. Il n'y a pas de suggestions ou même de sous-entendu mentionnant un modèle de changement social ».
D'après David Ownby, les principes guidant vers une élévation spirituelle ne constituent pas dans le Falun Gong un ensemble de préceptes et de règles, mais plutôt une base de connaissances que chacun va comprendre et aborder en fonction de son propre vécu et de sa propre situation. Le travail sur soi n'est pas égoïste et vise au contraire à traiter les autres avec compassion et bienveillance. Stephen Chan, professeur à l’Université de Londres, dresse un parallèle entre le Falun Gong et le bouddhisme en affirmant que les deux partagent la même doctrine principale de bonté et de compassion inconditionnelles envers les autres.
Le Falun Gong se fait l'écho des traditions chinoises selon lesquelles les êtres humains sont reliés à l'univers par l'esprit et le corps. Li Hongzhi incite à remettre en question « les mentalités conventionnelles » relatives à la nature et la genèse de l'univers, à l'espace-temps et au corps humain. Le Falun Gong s'appuie sur les traditions d’Asie de l'Est et sur la médecine traditionnelle chinoise, critique les limites que s’impose elle-même la science moderne et voit la science traditionnelle chinoise comme un système ontologique totalement différent et tout aussi valable. Cependant, il emprunte des idées scientifiques modernes pour présenter une partie de son enseignement - notamment en faisant des références à la théorie atomique et l'énergie nucléaire. Selon David Ownby, « Li Hongzhi présente sa vision à la fois comme un retour à une tradition spirituelle perdue ou négligée, et comme une contribution majeure à la science moderne », tandis que de nombreux intellectuels chinois qui ont commencé à pratiquer le Falun Gong, affirment qu’en expliquant la relation de la science aux « grandes structures cosmiques et questions existentielles », Li Hongzhi a rendu la science plus importante que jamais. Cet avis est partagé par Richard Madsen.

### Textes
Le premier recueil des enseignements, Falun Gong de Chine ou tout simplement Falun Gong, a été publié en avril 1993. C’est un texte d'introduction qui traite du qigong, des principes de la pratique et de la cultivation du xinxing. Le livre fournit ainsi des illustrations et des explications sur les exercices et la méditation et Li Hongzhi y développe la spiritualité du mouvement, expliquant notamment que les pratiquants peuvent développer leurs pouvoirs supernaturels au travers du Falun, entité intelligente qu'il a lui-même implantée dans leur abdomen. Le corps principal de l'enseignement est décrit dans Zhuan Falun (zh) (转法轮), publié en janvier 1995. Le livre est divisé en neuf leçons et est basé sur les transcriptions écrites des conférences que Li Hongzhi a données dans toute la Chine au cours des trois années précédentes. Ces deux livres, écrits en chinois, ont depuis été traduits en 38 autres langues.

### Symboles
Le symbole de la pratique est le Falun (Roue du Dharma, ou Dharmachakra en sanskrit). Le titre du recueil principal des enseignements du Falun Gong, Zhuan Falun, signifie littéralement « Tourner la Roue de la Loi ». Ce symbole est présent dans le bouddhisme depuis sa naissance il y a environ 2 500 ans. Dans le Falun Gong, il est une représentation miniature de l'Univers. Cette « Roue de la Loi » contient à la fois un grand et quatre petits swastikas, qui sont la marque particulière des bouddhas, ainsi que quatre petits Taiji (symboles yin-yang), représentant le Tao.

## Organisation, structure et démographie

### Organisation

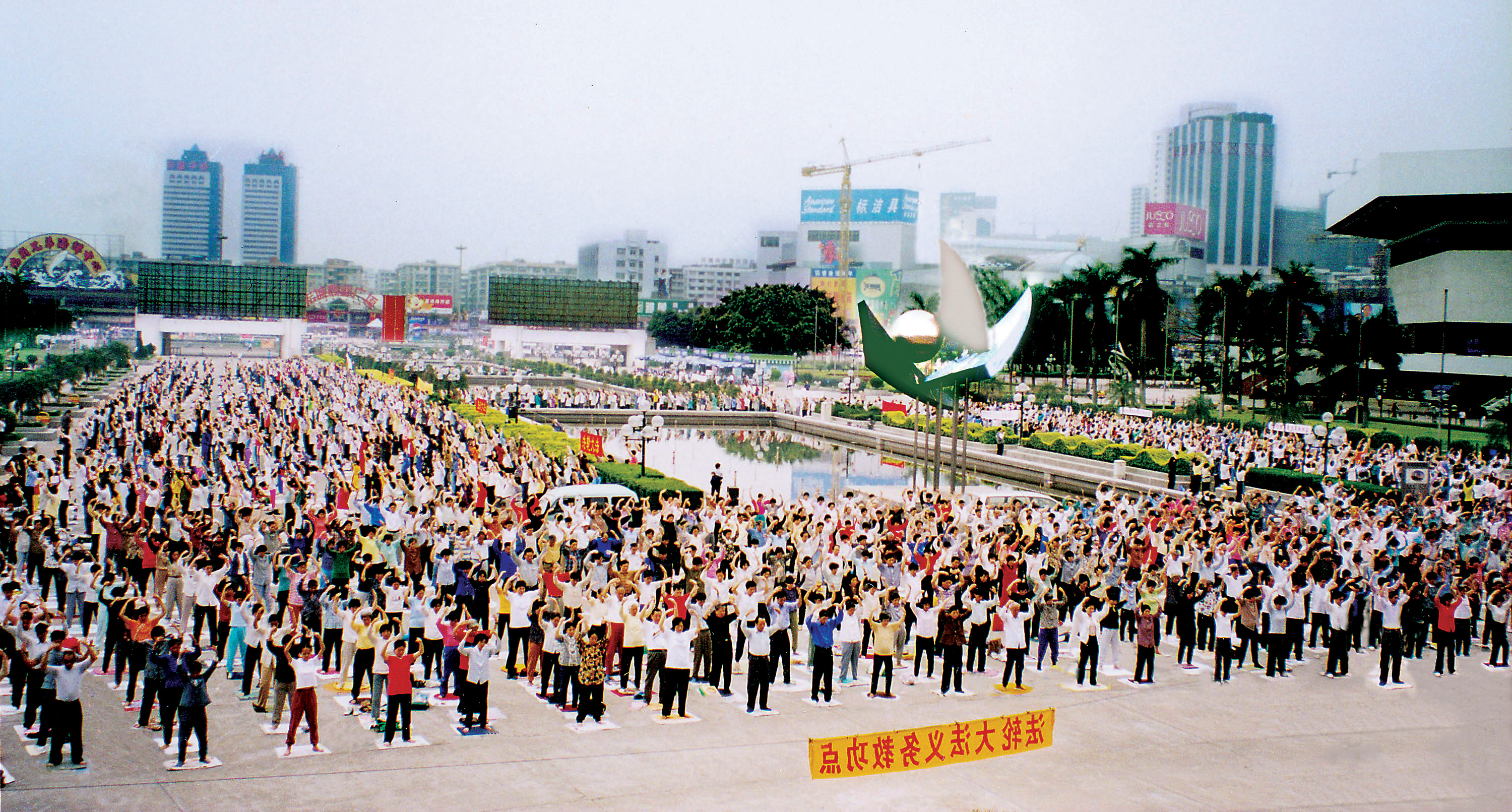
La pratique de Falun Gong à très grande échelle était une scène quotidienne en Chine avant la persécution lancée en 1999, comme ici à Canton (Guangzhou).

Les enseignements du Falun Gong incluent un point fondamental : le Falun Gong est destiné à être « sans forme », n’ayant que peu ou pas d’organisation formelle,,. Il n'existe aucune liste ou registre des pratiquants ; ces derniers sont libres de participer à la pratique et de suivre les enseignements à leur propre rythme. Les pratiquants ne doivent pas imposer aux autres ce qu'il faut croire ou comment se comporter,,. Le fondateur du Falun Gong, Li Hongzhi, n'intervient pas dans la vie personnelle des pratiquants qui n'ont que peu ou pas de contact avec lui, sauf à travers l'étude de ses enseignements,.
Selon Craig Burgdoff, professeur en théologie, il n'existe pas de hiérarchie dans le Falun Gong, et l'accent n'est pas mis sur la discipline dogmatique, la seule chose soulignée étant le besoin d'un comportement moral strict. L’organisation est décentralisée avec des associations régionales, des clubs universitaires et des réseaux d'« assistants » ou « contacts locaux » présents dans plus de soixante-dix pays en dehors de la Chine continentale. Ces « contacts locaux » sont des bénévoles qui ne bénéficient d’aucun privilège, autorité ou titre, quel que soit le moment où ils ont commencé la pratique,.
Les séances d’exercices et de méditation sont décrites comme des groupes informels de pratiquants qui se réunissent habituellement dans les parcs pendant une à deux heures,,. Les séances d'étude en groupe se tiennent généralement le soir dans des résidences privées, dans des salles de classe d’universités et d’établissements du secondaire, où les pratiquants lisent, discutent le contenu des enseignements et échangent leurs expériences. Les individus qui sont trop occupés, isolés ou qui préfèrent tout simplement la solitude peuvent choisir de pratiquer seuls. Bien que la participation dans toutes les activités de Falun Gong est gratuite, quand il y a des dépenses importantes à couvrir - comme pour la location de matériel pour des conférences de grande envergure - les coûts sont défrayés par des bénévoles relativement aisés,.
L’absence de structure hiérarchique est remplacée par l'utilisation intensive d'Internet permettant de former une communauté virtuelle des pratiquants. En particulier, et surtout depuis le lancement de la persécution en Chine, des communications électroniques et plusieurs sites de publication et d'information constituent le principal moyen de coordination des activités et de diffusion des enseignements de Li Hongzhi,,.

### Organisation en Chine continentale
À partir de 1993, conformément aux exigences de la Société de recherche scientifique sur le qigong de Chine (SRQC), le Falun Gong a été organisé en un réseau national de centres d'assistance, « stations principales », « branches », « stations d'orientation » et sites de pratique locale, reflétant la structure de la SRQC ou même celle du Parti communiste,. Les assistants de Falun Gong étaient sélectionnés parmi les bénévoles qui enseignaient les exercices, organisaient des cours et diffusaient les écrits de Li Hongzhi. La Société de recherche de Falun Dafa prodiguait des conseils aux étudiants sur les techniques de méditation, fournissait des services de traduction et coordonnait la pratique à l’échelle nationale.
Les tentatives des autorités chinoises de renforcer leur contrôle sur le Falun Gong ont provoqué l’effet inverse. Après son départ de la SRQC en 1996, le Falun Gong reste hors de la réglementation gouvernementale. En se retrouvant sous une surveillance accrue des autorités, il a réagi en adoptant une structure organisationnelle plus décentralisée et souple. En 1997, la Société de recherche de Falun Dafa a été officiellement dissoute, ainsi que les « principales stations » régionales,. Cependant, les pratiquants ont continué à s'organiser au niveau local, étant connectés au moyen des communications électroniques, des réseaux interpersonnels et des sites d'exercices de groupe. Les deux sources, celle du Falun Gong ou celle du gouvernement chinois, ont affirmé qu'il y avait quelque 1 900 stations d'orientation et 28 263 sites locaux d'exercices de Falun Gong dans le pays jusqu’en 1999.
À partir de juillet 1999, en réponse à la répression, le Falun Gong a été forcé à la clandestinité. La structure organisationnelle est devenue encore plus informelle en Chine et Internet est devenu un moyen important de communication entre les pratiquants. Les autorités chinoises ont cherché à dépeindre le Falun Gong sous les traits d'une organisation hiérarchisée et bien financée. James Tong, professeur à l’université du Michigan, écrit qu'il était dans l'intérêt du gouvernement de procéder ainsi afin de justifier sa répression : « Plus on pouvait faire apparaître le Falun Gong comme organisé, plus la répression du régime au nom de l'ordre social était justifiée ». Il conclut que les allégations du Parti manquaient « de preuves substantielles à la fois internes et externes », et qu’en dépit des arrestations et de la surveillance, les autorités n’ont jamais « répondu de manière crédible aux réfutations du Falun Gong ».

### Médias et présence en ligne

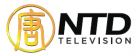
Logo de la New Tang Dynasty Television.

Fondée à l'initiative de pratiquants américains du Falun Gong, la chaîne New Tang Dynasty Television diffusée aux États-Unis, en Europe et en Asie (y compris en Chine, via Internet ou satellite) est initialement destinée à être le porte-parole du mouvement. Le Falun Gong s'est également investi dans d'autres médias, dont une radio (Son de l'espoir) et un journal (The Epoch Times). Dépassant le simple relais du mouvement, ces médias agissent comme une voix d'opposition au gouvernement chinois. Ces médias permettent également l'organisation de séances publiques d'enseignement du fondateur Li Hongzhi. De manière générale, le Falun Gong prétend ne pas contrôler ces médias, en dépit du fait qu'ils soient administrés par des adeptes et reprennent la voix du mouvement.
Le Falun Gong a également su développer sa présence en ligne. falundafa.org, site principal pour les non-pratiquants, est traduit en plus de quarante langues. Si initialement chaque version linguistique a sa propre apparence pour cibler des publics de cultures différentes (rapprochement avec le bouddhisme sur la version anglaise mais pas sur la version japonaise par exemple), l'ensemble des versions sont uniformisées en 2012 pour donner l'impression d'un mouvement international et multiculturel. Aux côtés de ce site, d'autres sont destinés aux pratiquants, comme fr.minghui.org, et assure les liens entre des communautés dispersées. Depuis la répression chinoise, le Falun Gong existe ainsi essentiellement comme une communauté en ligne réunissant des groupes locaux de quelques dizaines de personnes.

### Démographie
On ne peut pas évaluer avec certitude le nombre de pratiquants de Falun Gong car il n'y a pas d'inscription, donc pas de « registres ». En dehors de la Chine, le Falun Gong est pratiqué par des centaines de milliers, voire des millions de personnes à travers le monde. Les plus grandes communautés se trouvent à Taïwan et dans les villes nord-américaines. Les enquêtes démographiques menées par Palmer et Ownby ont mis en évidence que l'âge moyen des pratiquants était d'environ 40 ans. Parmi ceux ayant répondu à l’enquête, 56 % étaient des femmes et 44 % des hommes. 80 % étaient mariés. Les enquêtes ont révélé que les personnes interrogées étaient très instruites : 9 % détenaient un doctorat, 34 % avaient un diplôme de niveau bac + 5, et 24 % avaient un diplôme de niveau bac + 3 à bac + 4.
Selon les sources occidentales, le gouvernement chinois, avant juillet 1999, estimait le nombre de pratiquants du Falun Gong à près de 60 ou 70 millions dans tout le pays, un chiffre rivalisant avec le nombre d'adhérents au Parti communiste,,,,. Au moment de la répression en juillet 1999, la plupart des membres du gouvernement chinois déclarèrent que le nombre de pratiquants se situait aux alentours de 2 ou 3 millions,, même si quelques publications fixaient le chiffre à environ 40 millions,. La plupart des estimations venant du Falun Gong à la même période évaluaient le nombre total de pratiquants en Chine de 70 à 80 millions,,. D'autres sources estiment que les effectifs du Falun Gong en Chine avaient atteint un pic se situant entre 10 et 60 millions de pratiquants.
Les enquêtes démographiques menées en Chine en 1998 déterminèrent que les pratiquants étaient en majorité des femmes et des personnes d’âge mûr. Le Falun Gong dépassait les barrières ethniques et sociales et attirait différents types de population, y compris des jeunes étudiants, des bureaucrates, des intellectuels et des responsables du Parti communiste. Les enquêtes en Chine dans les années 1990 révélèrent qu'entre 23 % et 40 % de pratiquants avaient obtenu un diplôme universitaire ou un autre diplôme de haut niveau d’étude. Ces pourcentages étaient plusieurs fois plus élevés que la moyenne de la population.
À partir de juillet 1999, date qui marque le début de la persécution du Falun Gong par les autorités, le nombre de pratiquants en Chine est difficile à confirmer, bien que certaines sources estiment que des millions peuvent continuer à le pratiquer en privé.

### Profils des adeptes
Selon une étude menée par David Ownby, les pratiquants sont intéressés par ordre décroissant d'importance par la doctrine sur le fonctionnement de l'Univers, la possibilité d’élévation spirituelle, les bienfaits pour la santé, les exercices et Li Hongzhi. L'enquête de Scott Lowe a constaté que les enseignements spirituels du Falun Gong et la possibilité d’acquérir une bonne santé étaient les raisons les plus courantes pour commencer la pratique. Plusieurs répondants ont conclu que d'autres formes de qigong « manquent de profondeur, sont ésotériques et superficielles », tandis qu’ils ont caractérisé le Falun gong comme étant le « système le plus complet, efficace et universel de cultivation spirituelle ».
De manière plus générale, le gain rapide d'adeptes du Falun Gong dans les années 1990 et le maintien de certains en dépit de la répression est à mettre en lien avec la persistance d'un besoin religieux dans la société chinoise. Mettant en avant un salut universel face aux influences jugées néfastes de la science, de l'État et de l'argent, le mouvement parvient à englober des profils variés en dépit de son sectarisme et de son dogme singulier.

## Historique en Chine

### Création et essor du Falun Gong
Le Falun Gong est présenté au public par Li Hongzhi au printemps 1992. C'est alors la fin du « boom du qigong », une période pendant laquelle des milliers de disciplines spirituelles ont proliféré à travers la Chine. Entre mai 1992 et décembre 1995, Li Hongzhi organise des conférences et des séminaires d'une durée de huit à dix jours dans toute la Chine à des prix relativement modestes. Le 13 mars 1995, à l'invitation de l'ambassade de Chine en France, Li Hongzhi donne un séminaire de sept jours à Paris, suivi en avril d'une série de conférences en Suède,.
À l'époque, la Société de recherche scientifique sur le qigong de Chine (SRQC), organisme géré par l'État et administré par de hauts fonctionnaires du Parti communiste et du gouvernement, encadre la pratique, la diffusion et la recherche sur les différents qigong. Ces derniers comptent parfois jusqu'à plusieurs millions de pratiquants,. Le 30 juillet 1992, la Société de recherche de Falun Xiulian Dafa est établie comme succursale de la SRQC, et Li Hongzhi est autorisé à enseigner dans toute la Chine. Le mois suivant, la SRQC transmet à Li Hongzhi une lettre émanant d'une organisation rattachée au Ministère de la santé, le remerciant pour les enseignements donnés aux policiers blessés pendant l'exercice de leurs fonctions,.
D'après David Ownby, professeur d'histoire et membre du Centre d'études de l'Asie de l'est à l'université de Montréal, Li Hongzhi est rapidement devenu une « star du mouvement du qigong » et le gouvernement perçoit dans le Falun Gong un moyen efficace de réduire les frais de dépenses médicales, de promouvoir la culture chinoise et d'améliorer la moralité des Chinois. En 1992, l'organisateur du Salon d'Orient de la santé déclare que le Falun Gong et Li Hongzhi « ont reçu le plus d'éloges [de toutes les écoles de qigong] présentes et ont réussi à obtenir de très bons résultats thérapeutiques ». Au Salon d'Orient de la santé de 1993, Li Hongzhi reçoit le titre de « Maître de qigong le plus acclamé », et le Falun Gong se voit décerner le « Prix d’or spécial » et le prix pour « Faire avancer les frontières de la science ». En août 1993, la discipline obtient la reconnaissance de la SRQC, et une publication du Ministère de la sécurité publique remercia Li Hongzhi pour « promouvoir les traditions non-violentes du peuple chinois, préserver l'ordre social et la sécurité publique, et promouvoir la moralité dans la société ». Devenue désormais l'une des plus importantes écoles de qigong en Chine, le Falun Gong compte fin 1994, selon différentes estimations, entre 2 et 60 millions de pratiquants. Ces derniers sont issus de toutes les couches sociales et beaucoup sont fonctionnaires du PCC,. Par la suite, des journaux publieront des reportages sur le succès du Falun Gong et les bienfaits de ses méthodes thérapeutiques,.
Le coût des stages, conférences, livres et cassettes d’enseignements du Falun Gong étaient plus bas que d'autres écoles de qigong, et en 1994, Li Hongzhi introduit la gratuité de l'enseignement de sa méthode.

### Débuts des tensions avec le gouvernement
Des tensions avec la SRQC apparaissent dès 1995 quand les autorités chinoises veulent accroître leur influence sur le Falun Gong et intervenir dans son organisation. Le Ministère de la santé publique, la Commission nationale des sports et la SRQC tentèrent d'approcher Li Hongzhi pour créer conjointement une association du Falun Gong, une offre que le fondateur de la pratique déclina. D'après David Palmer, la SRQC établit une nouvelle directive en 1996 tentant d'imposer à toutes les pratiques de qigong de créer des branches du Parti communiste au sein de leur organisation, ; une exigence à nouveau rejetée par Li Hongzhi. En outre, selon Danny Schechter, du fait de la grande popularité du Falun Gong, des coûts très bas puis de la gratuité de son enseignement, certains maîtres de qigong accusèrent Li Hongzhi de les priver de leurs revenus; la SRQC demanda à ce dernier de régler cette situation.
Par la suite, le Falun Gong se retire de la SRQC car cette dernière « ne cherchait pas à comprendre le qigong, mais à en bénéficier financièrement »,. Dès lors, le Falun Gong demeure hors du circuit fermé des relations personnelles et du financement établi par la SRQC, à travers lesquels les maîtres de qigong peuvent exister en bénéficiant de leurs liens avec les hauts fonctionnaires du Parti et le gouvernement. Les pratiquants de Falun Gong restent hors de la surveillance du Parti et de la réglementation gouvernementale.
Des sources provenant du Falun Gong affirment que des membres de la SRQC ont alors commencé à colporter des rumeurs au sujet de Li Hongzhi et du Falun Gong auprès des autorités, les pressant de prendre des mesures pour limiter son succès grandissant. Des articles affichant un certain scepticisme commencent à apparaître dans les médias de l'État.
Le 17 juin 1996, le Guangming Daily, un journal influent de l’État, publie un article polémique contre le Falun Gong dans lequel son livre principal, Zhuan Falun, est décrit comme un exemple de « superstition féodale »,. L'auteur y écrit que l'histoire de l'humanité est une « lutte entre la science et la superstition », et appelle les éditeurs chinois à ne pas imprimer de « livres pseudo-scientifiques ». Jusque-là, le Falun Gong avait négocié avec succès l'espace entre la science et la tradition dans la représentation publique de ses enseignements, en évitant toute suggestion de superstition. L'article est suivi par au moins une vingtaine d’autres dans les journaux d’État à travers tout le pays. Peu après, le 24 juillet, le département central de la propagande interdit toute publication des livres du Falun Gong (bien que cette interdiction n'ait pas toujours été appliquée),.
Ces événements sont un défi important pour le Falun Gong, et ses pratiquants ne le prennent pas à la légère. Des milliers d'entre eux écrivent au Guangming Daily et à la SRQC pour contester ces mesures, affirmant qu'elles violent la directive du « Triple non », émise en 1982 par Hu Yaobang, le Secrétaire général du Parti communiste d'alors, interdisant aux médias « d'encourager ou de critiquer les pratiques de qigong ». Entre 1996 et 1999, quelque trois cents manifestations pacifiques ont lieu en protestation contre le traitement injuste des médias à l'égard de la pratique. Ces protestations ne sont ni condamnées ni interdites et la plupart des médias se rétractent et reviennent sur leurs positions,.

### Manifestations à Tianjin et Zhongnanhai
En mai 1998, le physicien He Zuoxiu, membre de l'Académie chinoise des sciences et délégué de la Conférence consultative du peuple chinois, dénigre le Falun Gong au cours d'un talk-show retransmis à la télévision de Pékin. En réponse, des pratiquants de Falun Gong se rendent à la station de télévision et manifestent silencieusement pour demander une rétractation. Le journaliste responsable du programme a été, semble-t-il, licencié, et un programme favorable au Falun Gong a été diffusé quelques jours plus tard,,.
Entre-temps, alors même que la critique du qigong et du Falun Gong s’intensifie dans certains milieux, la pratique conserve un grand nombre de soutiens  éminents au sein du gouvernement. Qiao Shi, le président récemment retraité du Comité permanent de l'Assemblée nationale populaire, lance sa propre enquête sur le Falun Gong. Après des mois d'investigation, son groupe conclut que « le Falun Gong avait des centaines d'avantages pour les Chinois et la Chine, et pas un seul inconvénient ». Toujours en mai 1998, la Commission nationale des sports de Chine lance sa propre enquête sur le Falun Gong. Se basant sur des entretiens avec plus de 12 000 pratiquants dans la province du Guangdong, dont 97,9 % disent que le Falun Gong a amélioré leur santé, le responsable de l’enquête déclare : « Nous sommes convaincus que les exercices et les effets du Falun Gong sont excellents. Le Falun Gong a remarquablement contribué à améliorer la stabilité et la moralité de la société. Ceci devrait être dûment reconnu ».
Un an plus tard, le 11 avril 1999, He Zuoxiu publie dans la revue éditée par l'université de Tianjin un article qui critique le Falun Gong comme superstitieux et potentiellement dangereux pour les jeunes. Six mille pratiquants se rendent alors à l'université de Tianjin, devant le siège de la revue, pour exiger que celle-ci publie un désaveu de l'article. L'affaire se termine cette fois par l’arrivée de la police anti-émeute, des pratiquants sont battus et quarante-cinq sont interpellés,.

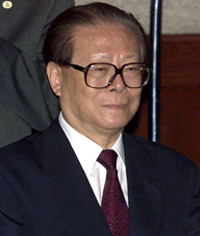
Jiang Zemin, secrétaire général du PCC, en 2000.

Le 25 avril 1999, à la suite de ces arrestations, dix mille pratiquants protestent calmement devant le Bureau central des pétitions situé à proximité du quartier gouvernemental de Zhongnanhai à Pékin. Pendant 13 heures, sans banderole ni slogan, ils demandent la libération des leurs et le droit de pratiquer librement. Une délégation est reçue par le Premier ministre Zhu Rongji qui lui aurait assuré que les prisonniers seraient libérés et que personne ne serait inquiété. Plus tard, David Ownby verra dans cette manifestation « un début spectaculaire à la fin du mouvement du qigong », qui marque un tournant dans la politique du Parti communiste chinois à l'égard du Falun Gong.
Le Secrétaire général du Parti, Jiang Zemin, a été informé de la manifestation par le membre du Politburo Luo Gan, et aurait montré des signes d’irritation devant cette audace. C’était la plus importante manifestation en Chine depuis les manifestations de la place Tian'anmen dix ans plus tôt. Jiang Zemin a appelé à une action résolue pour éradiquer le Falun Gong, et aurait critiqué le Premier ministre Zhu Rongji, « trop mou » dans sa gestion de la situation. Ce soir-là, Jiang Zemin a rédigé une lettre indiquant son désir de voir le Falun Gong « vaincu ». Dans cette lettre, il exprima ses inquiétudes devant l’ampleur et la popularité du Falun Gong, et en particulier du grand nombre de hauts fonctionnaires du Parti communiste pratiquant le Falun Gong. Il a également laissé entendre que la philosophie morale du Falun Gong était en contradiction avec les valeurs du marxisme-léninisme, et constituait donc une forme de concurrence idéologique.

## Interdiction et répression par le régime chinois
Le 20 juillet 1999, Jiang Zemin, le Secrétaire général du Parti communiste chinois d'alors, décide d'éradiquer le Falun Gong et lance une campagne de répression à l'échelle nationale, affirmant qu'il menace la stabilité sociale et politique de la Chine. Deux jours plus tard, sous son impulsion, le Ministère des affaires civiles et le Ministère de la sécurité publique ordonnent conjointement la dissolution du Falun Gong et de l'association qui lui est affiliée, la Société de recherche de Falun Dafa, interdisant la propagation du Falun Gong sous toutes ses formes.
Des centaines de milliers de pratiquants sont arrêtés à leurs domiciles et emmenés dans des stades avant d’être envoyés en centres de détentions, camps de travaux forcés ou établissements de « rééducation » par le lavage de cerveau. Dans ces établissements, les autorités carcérales tentent de les « convertir » en les soumettant à des mauvais traitements et divers sévices ; des rapports font état de « tortures systématiques », de travaux forcés, d'emprisonnements illégaux, de prélèvements forcés d'organes et de traitements psychiatriques,. Jiang Zemin, initiateur de la persécution, a déclaré « qu'aucune mesure n'est trop extrême ».
D'après le journaliste Ian Johnson, toutes les couches de la société sont mobilisées contre le Falun Gong, y compris l’appareil médiatique de l’État, les forces de police, l’armée, le système éducatif, les entreprises et la famille. Le Bureau 610, l'agence extrajudiciaire créée un mois plus tôt, accroît rapidement son influence dans tout le pays. Il est désormais chargé de coordonner la propagande anti-Falun Gong, de surveiller et de collecter des renseignements, de punir et de « rééduquer » les pratiquants; il est étroitement associé au puissant Comité des affaires politiques et administratives, dirigé par Luo Gan et plus tard par Zhou Yongkang, des fidèles de Jiang Zemin. Des Bureaux 610 locaux sont établis à tous les niveaux (provinces, districts, municipalités ou quartiers). Ce bureau, avec son statut extrajudiciaire, n'est pas sans rappeler le « Comité central de la révolution culturelle ». Puisqu'il contourne dans ses fonctions la législation et la constitution chinoise, les autorités ont longtemps nié jusqu'à son existence.
Les dénonciations à l'intérieur des familles, des quartiers, des entreprises, etc., sont encouragées et récompensées. En une semaine, d'après l'agence de presse Xinhua, deux millions de publications de Falun Gong ont été confisquées et détruites par des rouleaux compresseurs ou brulées publiquement,,.

### Campagne dans les médias
Une campagne de propagande est lancée à l'échelle nationale dans le but de tourner l'opinion publique contre la pratique, désormais qualifiée de xiejiao, terme signifiant « enseignement déviant » en chinois et souvent traduit en anglais par « culte pervers ». Cet ancien terme désignait historiquement les religions non-confucéennes. Dans le contexte de la Chine communiste, il est utilisé par la propagande officielle pour cibler particulièrement toute pratique spirituelle ne se soumettant pas à l'autorité du Parti communiste,. D'après les spécialistes de la Chine Daniel Wright et Joseph Fewsmith, l'objectif du gouvernement est « une opération préméditée de diabolisation totale ». Ainsi, le Beijing Daily écrit en 2001 : « Le Falun Gong peut être comparé à un rat qui traverse la rue. En le voyant, tout le monde crie et veut le voir écrasé. »

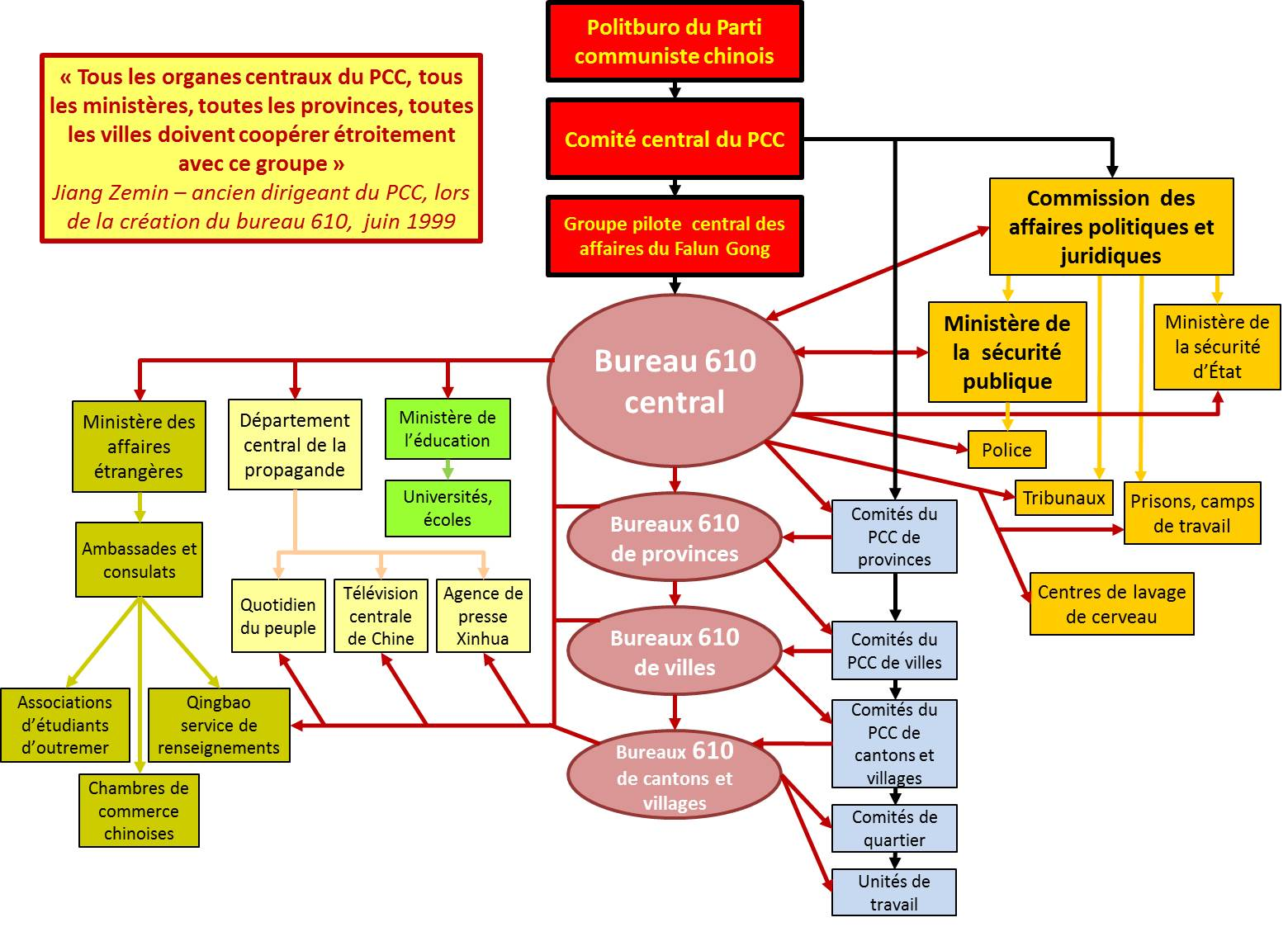
Structure et organisation du Bureau 610 en Chine.

La campagne de propagande s'appuie principalement sur l'allégation que le Falun Gong est un « culte pervers » diffusant des superstitions, qu'il est « anti-science », incompatible avec une éthique sociale marxiste et compromet la stabilité sociale,. Cette campagne est soutenue par une communication menée à grande échelle à la télévision, dans la presse, à la radio et sur Internet,. Le premier mois de la répression, 300 à 400 articles critiquant le Falun Gong apparaissent dans chacun des principaux journaux gérés par l'État. D'après Elizabeth J. Perry, professeur à l’université de Harvard et directrice de l'Institut Harvard-Yenching, les reportages anti-Falun Gong inondent littéralement les informations télévisées du soir : « Pendant des semaines, chaque soir étaient diffusées des images des livres du Falun Gong qui avaient été rapportés volontairement ou confisqués par la police dans les librairies et les maisons d’édition. Certains étaient entassés puis brûlés, d’autres étaient recyclés ». Les reportages des médias se focalisaient sur les déclarations des proches des « victimes » du Falun Gong qui parlaient de la « terrible tragédie » qui s’était abattue sur ceux qu’ils aimaient, d’anciens pratiquants qui confessaient « s’être fait avoir par Li Hongzhi et disaient qu’ils regrettaient d’avoir été aussi naïfs », ainsi que « des images heureuses de ceux qui avaient abandonné le Falun Gong » et recherchaient alors des « alternatives saines » comme le badminton, la danse, le bowling, etc..
Elizabeth Perry souligne que la forme de cette campagne médiatique d’État était très semblable à ce qu’on avait vu pendant des décennies de répressions passées en Chine, de la « campagne anti-droitiste des années 1950 aux campagnes anti-pollution spirituelle des années 1980 ». Dans un mouvement de retour à la révolution culturelle, le Parti organise des rallyes dans les rues, dans les entreprises et les établissements du système éducatif dans tout le pays, des réunions interrompent le travail pour dénoncer la pratique, des pétitions anti-Falun Gong sont organisées en masse, une propagande anti-Falun Gong est incorporée dans les manuels des lycées, collèges et écoles primaires, les enfants apprennent à l’école des poèmes anti-Falun Gong, etc.. L’agence Xinhua publie un éditorial citant des officiers de l’armée populaire de libération et de la police qui déclarent que le Falun Gong est le fruit des « efforts des forces occidentales hostiles qui veulent détruire la Chine », tandis que dans toutes les unités les officiers jurent de faire de leur mieux pour défendre le gouvernement central et « assurer la sécurité nationale et maintenir la stabilité sociale ».

### L'incident de la place Tian'anmen
Le 23 janvier 2001, au moment des fêtes du Nouvel An chinois, survient un incident majeur qui va marquer les esprits. Sept personnes tentent de s'immoler par le feu sur la place Tian'anmen. Les sources du gouvernement chinois annoncent alors que ces personnes étaient pratiquantes de Falun Gong. Plusieurs journalistes et universitaires occidentaux ont cependant noté des incohérences dans la version officielle de l'incident qui ont conduit beaucoup parmi eux à croire à une mise en scène du gouvernement chinois pour discréditer le Falun Gong et retourner l’opinion publique contre cette pratique,,. En particulier, Ian Johnson du Wall Street Journal, Danny Schechter et David Ownby ont attiré l'attention sur le fait que l'agence Xinhua a diffusé une déclaration déjà traduite en anglais seulement deux heures après l'incident. Ceci est très inhabituel pour ce genre de reportage qui doit être approuvé par plusieurs instances bureaucratiques, ce qui laisse penser que les autorités chinoises étaient prêtes à rapporter l'événement. Philip Pan du Washington Post a quant à lui enquêté dans l'entourage de deux des auto-immolées et découvert que personne ne les avait jamais vues pratiquer le Falun Gong. Il a également noté que le gouvernement chinois a toujours refusé que des journalistes étrangers interrogent les survivants de l'incident.
La campagne de propagande d'État qui a suivi l'événement a changé l’opinion plutôt favorable des Chinois envers le Falun Gong. Comme l’a rapporté le magazine Time, de nombreux Chinois trouvaient que le Falun Gong ne représentait pas de menace réelle, et que la répression de l'État était allée trop loin. Des affiches, des tracts et des vidéos détaillant les présumés effets néfastes de Falun Gong ont été émis en quantités innombrables, et des classes régulières anti-Falun Gong ont été introduites dans les programmes scolaires. CNN a comparé cette propagande d’État chinois à des campagnes du passé, telles que celles menées pendant la guerre de Corée ou la révolution culturelle. Les autorités chinoises ont ensuite commencé à « systématiquement recourir à la violence » pour éliminer le Falun Gong. L'année suivant l'incident, le nombre de cas d’emprisonnement, de torture et de décès de pratiquants de Falun Gong en détention a considérablement augmenté.

### Réactions du mouvement à la persécution
Depuis le début de la persécution en 1999, la résistance des pratiquants du Falun Gong est pacifique mais étendue et emploie des moyens de communications modernes. En Chine, au début des années 2000, les pratiquants allaient aussi régulièrement place Tian'anmen pour déployer des banderoles ou distribuer des dépliants dénonçant la répression ou présentant les trois principes du Falun Gong.
En mars 2002, plusieurs chaînes de télévision du câble de la ville de Changchun ont été détournées afin de diffuser des informations sur la répression. Les autorités chinoises ont vite réagi et emprisonné les auteurs de ce détournement, ainsi que d’autres pratiquants.

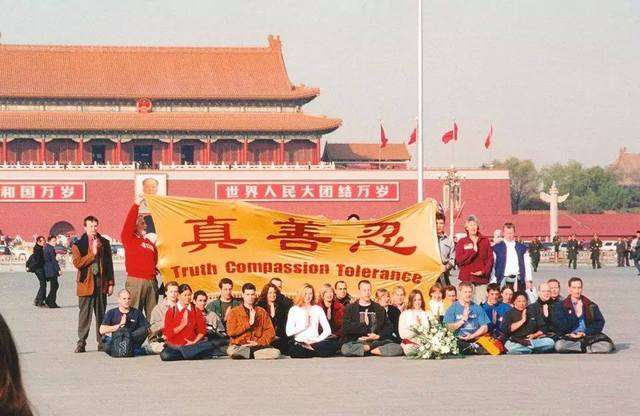
Le 21 novembre 2001, plus de 30 pratiquants occidentaux venant de 12 pays se sont rendus place Tian'anmen à Pékin, pour mettre en scène un appel pacifique pour le Falun Gong.

Les pratiquants de Falun Gong hors de Chine continentale ont commencé à organiser des manifestations, des rassemblements et des appels pour dénoncer la persécution en Chine. Il s'agit notamment de marches de protestation, de manifestations et de veillées organisées à l'occasion des dates anniversaires importantes. Les pratiquants organisaient également des sit-ins devant les ambassades et consulats chinois. Ainsi, les pratiquants de Vancouver au Canada ont mené la plus longue des protestations ininterrompues contre la persécution. Elle se tenait 24 heures sur 24, sept jours sur sept, à l'entrée du consulat chinois.
En janvier 2006, Gao Zhisheng, dissident et avocat chinois défenseur des droits de l'homme, publie trois lettres ouvertes successives à Hu Jintao et à son Premier ministre en dénonçant la répression. Les autorités chinoises ont alors fermé son cabinet d'avocat et emprisonné Gao Zhisheng.

### Motifs de la persécution
Il existe plusieurs réflexions sur les motifs qui ont poussé les autorités à se tourner contre le Falun Gong. Certains observateurs mentionnent l'obsession personnelle de Jiang Zemin; les pratiquants de Falun Gong l'estiment personnellement responsable de la persécution,. Dean Peerman soupçonne l'ancien Secrétaire général d'avoir des mobiles plus personnels, comme de la jalousie envers la popularité de Li Hongzhi, et évoque son tempérament colérique et belliqueux.
Des sources du Washington Post ont rapporté que tous les membres du Comité permanent du Politburo du Parti communiste chinois ne partageaient pas les opinions de Jiang concernant la nécessité d'éradiquer le Falun Gong tandis que certains analystes trouvaient qu'il « s'était accaparé ce qu'il croyait être une cible facile » pour rétablir et solidifier le pouvoir du leadership  chinois, surtout après avoir appris que des gens de son entourage pratiquaient le Falun Gong,. D'après James Tong, il n'y a cependant pas eu de résistance forte de la part du Politburo.

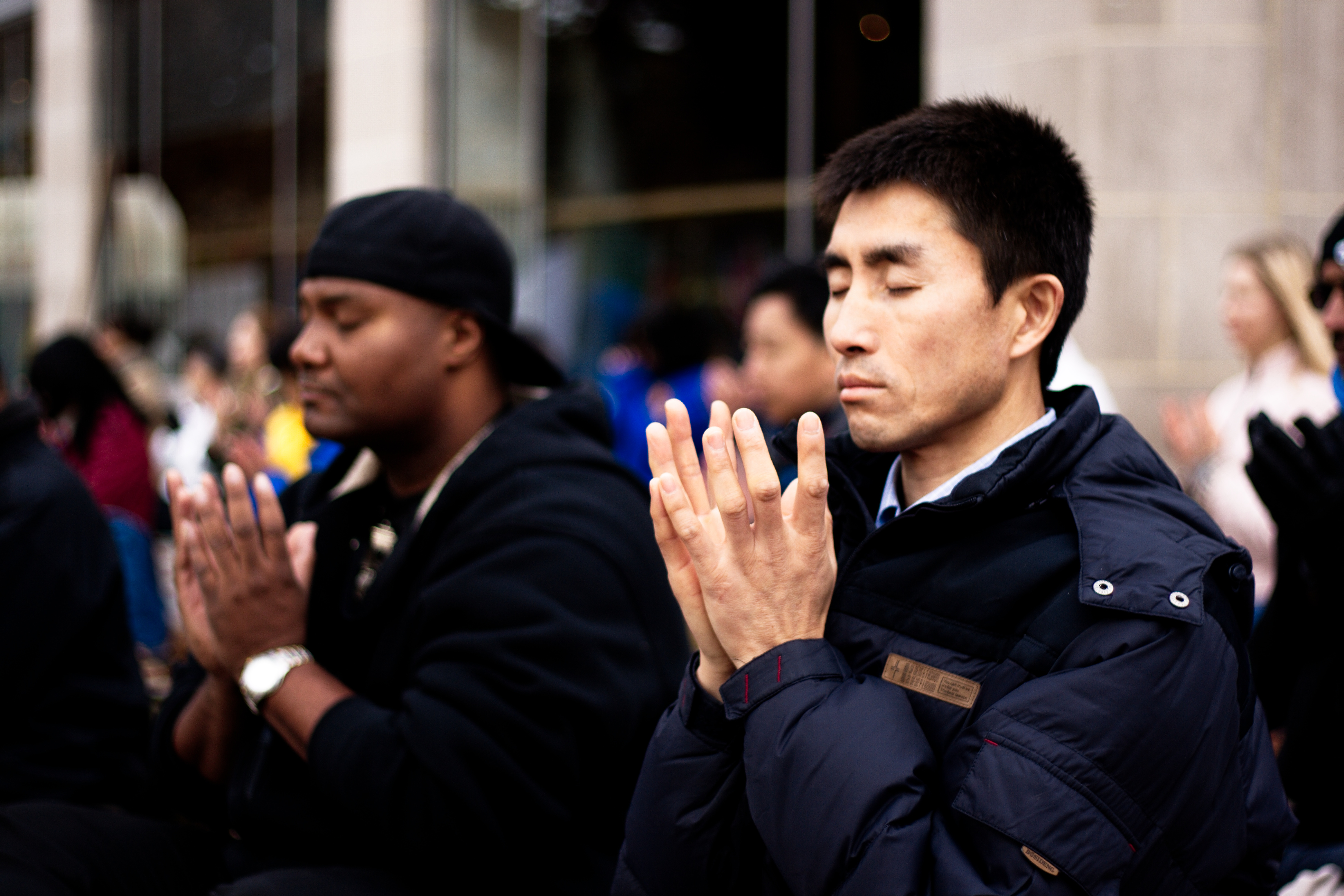
Pratiquants de Falun Gong manifestant face à l'ambassade chinoise, à Washington DC, en 2008.

Une autre raison citée est la popularité déclinante de l'ancien Secrétaire général. D'après Tony Saich, professeur à Harvard, le lancement d'une campagne de répression à l'échelle nationale se doublait d'un test de loyauté à l'égard du pouvoir de Jiang Zemin. Une hypothèse confirmée par un vétéran du parti, qui assure qu'« en déclenchant un mouvement de style maoïste [contre le Falun Gong], Jiang force les cadres supérieurs à faire allégeance à sa ligne ».
La persécution du Falun Gong peut également être liée directement à des peurs idéologiques, ainsi qu’à une intolérance générale de la dictature communiste vis-à-vis de tout ce qui ne se conforme pas à son mode de pensée. Selon David Palmer, le Parti communiste a tenté de créer ses branches dans toutes  les pratiques de qigong, ce qui n’a pas été accepté par le Falun Gong qui s'affirmait comme une école de qigong autonome et indépendante du pouvoir. Le quotidien canadien The Globe and Mail rapporte que la réaction « hystérique » du régime face à un groupe spirituel inoffensif montre deux aspects du régime assez déplaisant. D’abord que « c’est toujours un régime totalitaire, incapable de tolérer la moindre concurrence, exigeant l’exclusivité de la loyauté [du peuple]… chaque groupe, du club d’échec à l’armée, doit se soumettre au contrôle du parti communiste et le moindre groupe qui ne le fait pas est une menace » et en second lieu, le fait que le Parti souffre d’insécurité, particulièrement depuis les évènements de Tian'anmen en 1989  « les dirigeants vivent dans la peur du peuple chinois. Seul un régime pétri par la peur peut avoir une telle réaction de panique face à un groupe de personnes d’âge moyen qui se réunissent dans des parcs pour pratiquer la méditation ».
Vivienne Shue soutient que les dirigeants chinois ont historiquement tiré leur légitimité en affirmant posséder la « vérité ». Dans la Chine impériale, cette vérité était basée sur la tradition confucéenne et taoïste. Dans la Chine actuelle, elle est basée sur la ligne officielle énoncée par le Parti communiste, qui est ensuite reprise par les médias. L'agence de presse Xinhua, porte-parole du Parti communiste, a ainsi affirmé que « l’authenticité, la bonté et la tolérance, principes prônés par Li Hongzhi, n'ont rien de commun avec le progrès éthique et culturel socialiste que nous nous efforçons d'atteindre » et a fait valoir qu'il était nécessaire d'écraser le Falun Gong afin de préserver la « pureté » et le « rôle d'avant-garde » du Parti communiste. De nombreux articles parus dans les journaux ont repris cette opposition.
D'autres sources partagent l'avis de Vivienne Shue,. D'après Stephen Chan, en évoquant un système qui connecte la vie humaine à l’univers, le Falun Gong présente une philosophie qui, dans un certain sens, contourne l'idéologie communiste athée de l'État chinois. Il pense que cela aurait pu amener à son interdiction et souligne que le Falun Gong ne représente pas de danger politique pour le régime chinois, et qu’il n'a aucun programme politique délibéré dans ses enseignements. Toutefois Stephen Chan conclut que le Falun Gong a été interdit non à cause de ses enseignements, mais simplement parce qu'il ne faisait pas partie de l'appareil communiste.

### Formes de la persécution
Dans un rapport pour les Nations unies (2006), Manfred Nowak mentionne que les pratiquants du Falun Gong composeraient 66 % des cas de tortures rapportés en Chine quand un rapport de 2007 du département d’État américain indique qu'ils composeraient au moins la moitié des détenus soumis à la rééducation par le travail. D’après Amnesty International, en moyenne un tiers de la population des camps des travaux forcés étaient des pratiquants de Falun Gong et dans certains camps ils représentaient 100 % des détenus.
Les pratiquants arrêtés peuvent subir des tortures et sont soumis à un « programme de transformation » édicté par les autorités carcérales. Les pratiquants peuvent également se voir prélever leurs organes sans leur consentement,.

## Réactions internationales
Depuis 1999, les violations massives des droits de l'homme dans la répression du Falun Gong sont dénoncées par le Parlement européen, les rapporteurs spécialisés des Nations unies, des organisations de défense des droits de l'homme comme Amnesty International,, Human Rights Watch, Reporters sans frontières, le MRAP, la Fondation pour la recherche sur le laogaï, d’autres ONG ainsi que des gouvernements et personnalités dans le monde entier.

### États-Unis et Canada
Le Congrès des États-Unis a adopté plusieurs résolutions appelant à un arrêt immédiat de la campagne de persécution contre les pratiquants de Falun Gong en Chine ainsi qu’à l'étranger. La première de ces résolutions a été adoptée en novembre 1999. En juillet 2002, dans le cadre de la « House Concurrent Resolution 188 », la Chambre des représentants des États-Unis a dénoncé le « tristement célèbre » Bureau 610 qui régente la persécution à l’aide de « lavages de cerveau organisés, torture et meurtre » et a déclaré que la propagande des médias contrôlés par l’État « inondait le public dans une tentative d’incitation à la haine et à la discrimination ». La résolution, votée par 420 votes contre 0, appelait la Chine à « cesser la persécution du Falun Gong et le harcèlement des pratiquants de Falun Gong aux États-Unis ; de libérer tous les pratiquants de Falun Gong et de mettre fin aux tortures et autres traitements cruels et inhumains utilisés contre eux, d’appliquer le Pacte international relatif aux droits civils et politiques et la Déclaration universelle des droits de l'homme ».
Le 16 mars 2010, la Chambre des représentants vote la résolution 605 demandant « l’arrêt immédiat de la campagne de persécution, d'intimidation, d'emprisonnement et de torture envers les pratiquants de Falun Gong », condamnant les efforts des autorités chinoises pour répandre à l’échelle mondiale une « propagande mensongère » sur la pratique, et exprimant son soutien aux pratiquants de Falun Gong persécutés et à leurs familles,.
Le département d'État des États-Unis affirme dans son Rapport sur les Droits de l’homme de 2011 que des « médias nationaux et étrangers et des groupes de défense des droits de l’homme continuaient à signaler des cas de prélèvements d’organes, en particulier sur les pratiquants de Falun Gong et sur les Ouïghours ».
Le 13 juin 2016, la Chambre des représentants des États-Unis a adopté à l'unanimité la résolution 343 demandant au régime communiste chinois de cesser immédiatement les prélèvements forcés d'organes sur des pratiquants de Falun Gong et d'autres prisonniers de conscience. La résolution demande aussi la fin immédiate de la persécution du Falun Gong, qui se perpétue depuis dix-sept ans. Elle demande également la libération de tous les pratiquants de Falun Gong et autres prisonniers de conscience emprisonnés et l'ouverture d'une enquête crédible, transparente et indépendante sur le système de transplantation d'organes en Chine.

### Europe

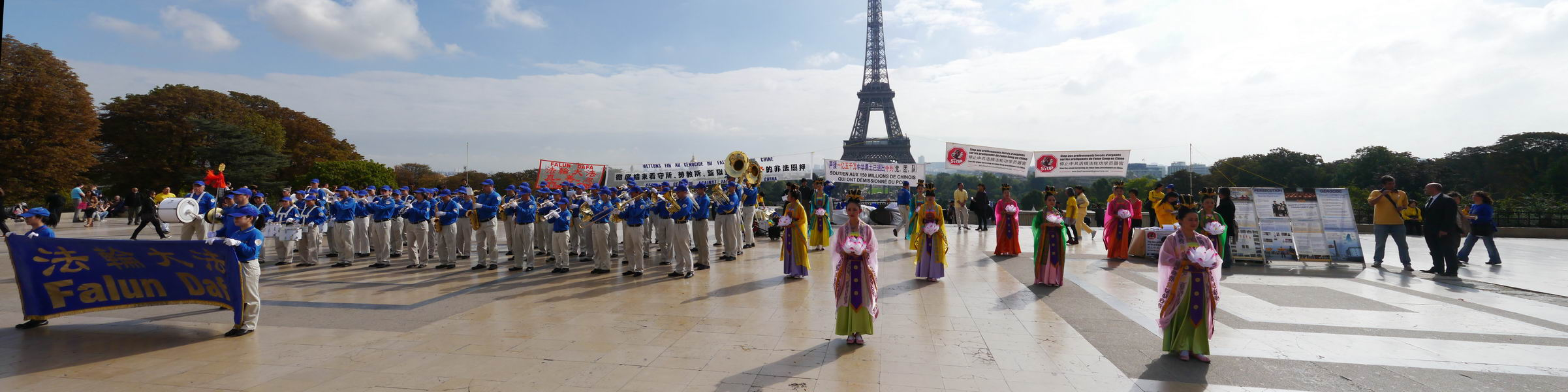
Manifestation à Paris le 6 octobre 2013 dénonçant la répression et le trafic d'organe des pratiquants de Falun Gong en Chine.

Le 7 septembre 2006, le Parlement européen adopte une résolution parlementaire sur les relations UE-Chine, où il « condamne vivement la détention et les tortures infligées aux pratiquants de Falun Gong dans les prisons, les camps de rééducation par le travail, les hôpitaux psychiatriques et les « établissements légaux d'éducation »; s'inquiète des informations selon lesquelles des organes des pratiquants de Falun Gong ont été prélevés et vendus à des hôpitaux ».
Le 19 mai 2010, le Parlement européen adopte une résolution sur la communication de la Commission intitulée « Plan d'action sur le don et la transplantation d'organes (2009-2015) » en mentionnant la répression du Falun Gong : « prend acte du rapport de David Matas et David Kilgour sur l'assassinat des Falun Gong pour leurs organes, et demande à la Commission de présenter au Parlement européen et au Conseil un rapport sur ces allégations et sur d'autres affaires du même ordre ».
Le 16 décembre 2010, le Parlement européen publie son rapport annuel de 2009 sur les droits de l'homme dans le monde et la politique de l'UE en la matière. Dans la section « Liberté de religion ou de croyance », il condamne les autorités chinoises pour leur « persécution » du Falun Gong.
Le 12 décembre 2013, le Parlement européen adopte une résolution condamnant les prélèvements d'organes forcés, systématiques et cautionnés par l'État chinois, une pratique qui touche en particulier les pratiquants du Falun Gong. La résolution appelle également à la libération immédiate de tous les prisonniers d'opinion en Chine, dont les pratiquants du Falun Gong.
Le 18 septembre 2024, le Parlement européen adopte une nouvelle résolution condamnant la persécution persistante du Falun Gong en Chine, tout en invitant le gouvernement chinois à cesser cette persécution. Le parlement européen atteste, dans cette résolution, que la persécution menée par le parti communiste chinois depuis 1999 a causé la mort de milliers de pratiquants du Falun Gong; que les pratiquants sont souvent détenus, et que des actes de torture, des violences psychiatriques et des prélèvements d’organes leur seraient infligés pour leur faire abjurer leur foi. Elle invite également l'état chinois à honorer les obligations de respect et de protection des droits de l’homme qui lui incombent en vertu du droit international et de sa propre Constitution.

### Nations Unies
Les rapporteurs spéciaux des Nations unies sur la torture, sur les exécutions extrajudiciaires, sur la violence contre les femmes et sur la liberté de religion et de conviction ont publié plusieurs rapports condamnant la persécution du Falun Gong en Chine et ont transmis aux autorités chinoises les informations sur des centaines de cas préoccupants. Par exemple, en 2003, le Rapporteur spécial sur les exécutions extrajudiciaires a écrit que les rapports en provenance de Chine « décrivent des scènes épouvantables dans lesquelles les détenus, dont beaucoup sont des disciples du mouvement de Falun Gong, meurent à la suite des mauvais traitements, de négligence ou de soins médicaux. La cruauté et la brutalité de ces cas de torture rapportés défient toute description. » 
Le 20 mars 2007, Manfred Nowak, Rapporteur spécial des Nations unies, présente un rapport reprenant les allégations antérieures de 2006, sur la « persécution, les mauvais traitements et la torture » des citoyens chinois, notamment les pratiquants de Falun Gong, à l'occasion de la quatrième session du Conseil des droits de l’homme.
En novembre 2008, le Comité des Nations unies contre la torture a souligné dans son rapport sur la Chine qu’il « est extrêmement préoccupé par les allégations de tortures ciblées, de mauvais traitements et de disparitions parmi les minorités nationales, ethniques, religieuses et autres groupes vulnérables en Chine, y compris les Tibétains, les Ouïgours et les pratiquants du Falun Gong ».
En 2010, le Rapporteur spécial sur la liberté de religion et de conviction a condamné la diffamation contre des groupes religieux minoritaires, en attirant en particulier l’attention sur les gouvernements de l'Iran et de la Chine pour leur attitude envers respectivement le Bahaïsme et le Falun Gong. Le délégué chinois faisant partie du comité répondit que la Chine rejetait l'intolérance religieuse et que toutes les religions coexistaient en harmonie dans le pays, ajoutant que le Falun Gong était non pas une religion minoritaire mais une secte néfaste qui exerçait une emprise psychologique sur ses membres et avait conduit 2000 d'entre eux au suicide et au refus de traitements hospitaliers.
Pour l'Assemblée générale des Nations unies du 19 mai 2011, Gabriela Knaul, rapporteur spécial sur l’indépendance des juges et des avocats, a rédigé un rapport remettant en cause l’indépendance de ceux-ci en Chine. Selon ce rapport, MM. Tang Jitian et Lui Wei, qui cherchaient à défendre un pratiquant de Falun Gong, ont subi pressions, harcèlements et menaces de perdre définitivement l'autorisation d’exercer leur métier.

## Controverses
Li Hongzhi considère que les êtres humains ont été créés par des extraterrestres, que le métissage est le fait d'extraterrestres « méchants » et que les métis sont donc « intellectuellement et corporellement incomplets »,. Propos qu'il a démentis aux journaux à la fin des années 90, disant que c'était un complot de Pékin. Mais il a tenu des propos allant dans ce sens en public, notamment dans un entretien avec la revue Time dans les années 1990, à Pékin, avant une manifestation : « Un type d'extra-terrestre ressemble à un humain, mais avec un nez fait d'os » ou encore « Les êtres extra-terrestres veulent remplacer les humains par des clones. En termes de culture et d'esprit, ils contrôlent déjà les hommes,. » Il a également une posture antiscience et, depuis ses démêlés avec le gouvernement chinois, prédit une apocalypse proche.
Parlant de son livre de 2010, David Ownby espère que celui-ci montrera, indépendamment des réactions individuelles aux écrits de Li Hongzhi et du parcours politique suivi par le mouvement, qu'un grand nombre de personnes normales ont été en mesure de trouver un sens spirituel dans les écritures et dans les techniques corporelles proposées par le Falun Gong. Il ajoute que refuser de respecter les croyances d'autrui est au mieux du désintérêt et au pire de l'intolérance.

### Relations avec les autres écoles deqigong
Le Falun Gong est né en Chine en 1992, à une période où nombre d'écoles se créent autour de la pratique du qigong. Li Hongzhi dénonce alors nombre d'autres maîtres, tandis que les autres écoles commencent à prendre leurs distances vis-à-vis du Falun Gong, en attirant l'attention sur l'affirmation de Li Hongzi selon laquelle le Falun Gong va au-delà du qigong. Li condamne le matérialisme des autres écoles, accuse celles-ci de  charlatanisme et d'imposture et fait valoir que le monde du qigong est obsédé par la guérison et les pouvoirs surnaturels, négligeant de ce fait la spiritualité. Bref, selon lui, le Falun Gong, tout en étant lui aussi en mesure d'apporter guérison et pouvoirs surnaturels, est le qigong porté à un niveau de transcendance, permettant au pratiquant d'arriver non seulement à une nouvelle compréhension de la composition de l'univers et du rôle qu'il joue dans celui-ci mais également à la transformation de son corps. Entre 1992 et 1994, avec le soutien de la Scientific Qigong Research Association, Li Hongzhi donne quarante-quatre conférences dans toute la Chine, touchant quelque 20 000 personnes. Grâce aux recettes de la vente de la transcription de ses conférences, il est en mesure de rendre gratuit l'accès à celles-ci, contrairement à ce que pratiquent nombre d'autres écoles.

### Extraterrestres et racisme
Selon l'Unadfi, pour Li Hongzhi, de grandes civilisations extraterrestres très anciennes seraient à l'origine de la création de l'humanité. La mixité raciale empêcherait l’homme d’atteindre la « vérité » et de connaître des niveaux élevés. Le métissage est lié à un complot fomenté par des extraterrestres méchants. Les métis sont de ce fait « intellectuellement et corporellement incomplets » et ne peuvent être sauvés. À l'appui de ses dires, l'Unadfi cite Rick Ross qui a collaboré avec le Parti communiste chinois pour justifier a posteriori la persécution du Falun Gong,. Kofi Annan, alors à la tête des nations unies, est décrit comme « ayant quelque chose à voir avec  un fantôme ou un démon dans une autre dimension ».
Un autre témoin ayant fréquenté le mouvement, et que ses parents avaient forcé d'aller à ce que les fidèles appellent la Montagne (Mountain, ou Dragon Spring), un complexe immobilier s'inspirant du style architectural de l'époque de la dynastie Tang, va dans le même sens : « Le dirigeant du  Falun Gong proclame que le mélange des "races humaines" fait partie d'un complot extra-terrestre pour éloigner l'humanité des dieux » ; « Lorsqu'un enfant est né d'un mariage interracial, cet enfant ne peut pas aller au paradis ».
Il affirme aux journaux qu'il s'agit d'un complot de Pékin. Mais il a tenu lui-même des propos allant dans ce sens en public, notamment dans un entretien avec la revue Time dans les années 1990, à Pékin, avant une manifestation : « Un type d'extra-terreste ressemble à un humain, mais avec un nez fait d'os », ou encore « Les êtres extra-terrestres veulent remplacer les humains par des clones. En termes de culture et d'esprit, ils contrôlent déjà les hommes,. »

### Posture antiscience
Le mouvement a une posture antiscience. Une jeune fille du nom d'Anna ayant des problèmes d’anorexie s'est rendue à la Montagne, un complexe immobilier et temple s'inspirant de l'architecture de la dynastie Tang, où se trouve sa mère, disciple de Li Hongzhi, et a reçu de ce dernier un « exorcisme ». Alors qu'elle lutte contre la maladie, sa mère rejette les demandes des médecins de la placer sous suivi médical, en citant les enseignements du Falun Gong.

### Extension du sanctuaire La montagne, ou Dragon Springs
Le site ou réside le maître, sanctuaire de l'organisation, est situé à Deerpark, comté d'Orange, État de New York, aux États-Unis. L'extension galopante de ce complexe immobilier, nommé Dragon Springs (en) (officiellement, Dragon Springs Buddhist Inc, qui d'après son président, Kaijin Liang, est exempt de taxes, car déclaré comme institution religieuse) et surnommé la Montagne inspiré par l'architecture de la dynastie Tang, qui devait à l'origine être un modeste refuge, inquiète le voisinage. Les normes environnementales n'y sont pas toujours respectées, et le groupe a tendance à construire d'abord et demander les autorisations ensuite. Les habitants craignent pour l'impact écologique, dans la forêt de Deep Park, et pour la tranquillité de cette région rurale, notamment en raison des extensions proposées et des flots de touristes que cela pourrait engendrer,,. Le complexe est déclaré à la commune de  Cuddebackville, comme comportant une école accueillant des orphelins, le voisinage déclare n'avoir jamais vu d'orphelins, ni d'école sur ce lieu, chose à laquelle son président répond que les orphelins sont envoyés à d'autres endroits plus adaptés. En revanche, l'école d'art et de danse servant à la troupe Shen Yun, n'a jamais été déclarée.
En plus des conflits avec le voisinage, liés aux décisions du conseil municipal du bourg, n'arrivant pas à faire appliquer les codes (de loi) de la construction, l'agrandissement de la route, à la demande du Falun Gong, afin de pouvoir amener des bus de visiteurs a été l'occasion d'une nouvelle dispute, lorsque le département des routes du bourg a autorisé sa construction, alors que celle-ci était identique à la proposition précédente, qui avait été rejetée par l'ingénieur de la ville parce que sa largeur dépassait les normes légales.

### Interdiction en tant que «secte perverse» par le Parti communiste chinois
D'après David Palmer, le Parti communiste chinois profite du flou existant en Occident autour du sens donné au terme « secte » qui oscille entre polémique anti-sectaire et discours scientifique neutre, pour justifier a posteriori sa répression violente de certains mouvements dénoncés comme « sectes hérétiques » (xiejiao), dont le Falun Gong. Même si Palmer note dans un article de 2001 que le Falun Gong présente un caractère sectaire, cette mention disparaît dans son ouvrage de 2005 « La fièvre du qigong », dans lequel y figure en tant que chapitre une version modifiée de l’article précédemment cité. La plupart des autres auteurs ayant étudié le Falun Gong rejettent cette catégorisation par le régime chinois. Ainsi, Ian Johnson est d'avis que le Falun Gong ne correspond pas à la définition commune de « secte » : « ses membres se marient en dehors du mouvement, ont des amis en dehors, occupent des emplois normaux, ne vivent pas isolés de la société, ne croient pas que la fin du monde est imminente et ne donnent pas des sommes importantes à l'organisation… Il ne prône pas la violence et est au cœur d'une discipline apolitique, tournée vers l'intérieur, visant à se nettoyer spirituellement et à améliorer la santé. » David Ownby, pour sa part, affirme que « toute la question de la nature sectaire supposée du Falun Gong était un leurre dès le début, habilement exploité par l'État chinois pour réduire l'attrait du Falun Gong et l'efficacité des activités du groupe en dehors de la Chine ».
Selon le député Germinal Peiro, s'exprimant dans une question posée au ministre des affaires étrangères et européennes en 2009, le mouvement spirituel du Falun Gong n'est pas qualifié de secte, ni par la Miviludes (mission interministérielle de lutte contre les dérives sectaires), ni par aucun autre État que la Chine elle-même. Le journaliste François-Xavier Gomez affirme que la Miviludes ne liste pas le Falun Gong comme secte ; il ajoute cependant que si celui-ci n'est pas une secte, il en utilise en tout cas les méthodes.
Dans son rapport de 2019 « Le nouvel ordre mondial de l’information selon la Chine », Reporters sans Frontières recommande aux journalistes de « ne pas relayer le narratif chinois en reprenant des termes conçus pour occulter la réalité de certains faits ». RSF recommande notamment de ne pas qualifier le Falun Gong de « secte » mais de « mouvement religieux ».

### The Epoch Times
Le journal The Epoch Times a été fondé en 2000 à New York, où est situé son siège, par des fidèles du Falun Gong. Ben Hurley, un ancien membre du Falun Gong qui a aidé à lancer le journal en Australie, explique que la direction éditoriale des articles est dirigée depuis New York. Le journal se concentre principalement sur des articles contre la Chine, mais depuis l'élection de 2016, il suit une ligne pro-Trump, investit fortement dans des publicités en sa faveur et se présente comme le journal que Donald Trump voit comme le plus crédible et le seul auquel il fait confiance. En 2019, The Epoch Times est banni de Facebook pour avoir investi 11 000 000 dollars dans des annonces violant les règles de transparence politique. Selon ses détracteurs, The Epoch Times utilise des méthodes agressives sur les réseaux sociaux et fait preuve de désinformation,.
Selon Reporters sans frontières, aux États-Unis, le pays occidental comptant la plus forte communauté chinoise, The Epoch Times et New Tang Dynasty Television, médias contrôlés par le Falun Gong, se heurtent au monopole de China Press et Sinovision, deux médias en langue chinoise contrôlés en sous-main par les autorités chinoises.

#### Liens avec l'extrême droite
Seth Hettena, journaliste à The New Republic, écrit un article sur Stéfanie Albrecht, une journaliste de RTL qui, au cours d'une enquête sur le parti d'extrême droite allemand Alternative pour l'Allemagne, a visité les bureaux de The Epoch Times à Berlin. Elle déclare que tous les employés sont des dévots du Falun Gong. Lorsque la cloche sonne à 18 h, les employés s'arrêtent tous pour méditer. Dès sa première demi-heure de présence, la journaliste dit avoir entendu un grand nombre de théories du complot. Dès qu'il s'est mis à pleuvoir, on a évoqué des machines qui font pleuvoir, qui auraient été utilisées un jour avant le vote pour le Brexit. En 2017, le journal publie un article sous le  titre « Réfugié avec deux femmes en Allemagne : les deux peuvent obtenir des aides », comportant une photo avec deux femmes en hijab noir. Il s'agissait en fait d'une article destiné a attirer les visites, sur une affaire jugée 13 ans auparavant. En France, le journal donne la parole sans limite à Jean-Marie Le Pen et à sa fille Marine Le Pen. Au siège du journal à Londres, lorsque 51 fidèles d'une mosquée sont tués en Nouvelle-Zélande, Trevor Loudon explique que l'auteur est non pas une personne d'extrême droite, mais un « national bolchévique ».

#### Utilisation de robots et d'IA sur Facebook
Le 20 décembre 2019, Facebook supprime des centaines de comptes soutenant des théories du complot pro-Trump, fabriqués par des robots de ses plateformes Facebook et Instagram. Pour Facebook, ces comptes sont manipulés par le réseau « The Beauty of Life » (ou « TheBL ), à présent banni de Facebook, et proche de The Epoch Times, une publication du groupe The Epoch Times Group lié au Falun Gong. Les photos de portraits des profils étaient fabriquées par de l'intelligence artificielle. Le rédacteur de The Epoch Times Group, Stephen Gregory, déclare que son groupe n'est pas lié à ce réseau, qu'il a été fondé par un ancien employé ne travaillant plus pour le groupe.

#### Théories du complot sur YouTube
Après avoir été banni par Facebook, la publication The Epoch Times s'est tournée vers Youtube. Des publicités pour The Epoch Times apparaissent sur YouTube, affirmant que des espions au service du président Barack Obama se seraient immiscés dans la campagne de Donald Trump lors des élections présidentielles de 2016 aux États-Unis. Ils font également circuler l'idée que la crise des opioïdes serait le produit d'armes chimiques créées  par le parti communiste chinois. Un éditeur de Reddit fait remarquer que ces campagnes de publicité venant de The Epoch Time sont généralement un pot-pourri de polémiques d'extrême droite et de campagnes de souscription. La publicité présente le journal comme étant celui qui a la plus forte croissance aux États-Unis et que contrairement aux médias de masse, il propose une vérité non modifiée.

#### QAnon
Les médias liés au Falun Gong soutiennent aussi activement la mouvance conspirationniste QAnon selon laquelle Donald Trump livrerait une guerre secrète contre l'État profond et contre des élites démocrates qui se livrent à des pratiques pédophiles et sataniques. La chaîne de diffusion vidéo New Tang Dynasty Television (NTD) et le journal The Epoch Times ont abondamment contribué à diffuser ces thèses complotistes dans le grand public,.

### Shen Yun, le spectacle de promotion
D'après l'Union nationale des Associations de défense des familles et de l’individu victimes de sectes, en France, le spectacle de danse Shen Yun sert de vitrine promotionnelle au mouvement du Falun Gong. Le spectacle fait appel non pas à la presse pour sa promotion, mais à un affichage massif et à des vidéos sur internet. L'affiche n'annonce que par la mention en petits caractères de Falun Dafa, le nom officiel du mouvement et son affiliation, et le fait que le spectacle serve à sa propagande.
À Los Angeles par contre, les publicités pour le spectacle se trouvent dans la rue, à la radio et sur internet.